# Липівці
Ли́півці — село в Україні, у Львівському районі Львівської області. Населення становить 1087 осіб. Орган місцевого самоврядування — Перемишлянська міська рада.

## Географія
У селі річка Тура впадає до Гнилої Липи.

## Історія
Перша писемна згадка про село відноситься до 1441 року. Згадується село 4 червня 1464 року в книгах галицького суду.
1496 рік — польський король Ян Ольбрахт надав Липівці у володіння братам Федору та Василю з Вільховця.
1523 рік — король Сигізмунд І подарував село Якубу Яніцькому. Протягом наступних сто років саме представники цієї родини володіли селом.
4 грудня 1626 року — польський король Сигізмунд II передав Липівці Миколаю Яніцькому, вояку з хоругви Якуба Собеського, і його дружині Анні з роду Цєсілковських.
13 січня 1640 року польський король Владислав IV повідомив орендаря Липівців Миколая Яніцького про призначення ревізорів з метою вирішення спору між ним та Андрієм Мніхом.
1648 року під час походу Богдана Хмельницького на Львів село Липівці було пограбоване татарами, тому у 1649 році село змогло сплатити лише 2 злотих податку.
22 січня 1654 року польський король Ян III Казимир дозволив Рафалу Яніцькому, обозному кварцяного війська, передати Липівці у пожиттєве користування Адаму Синявському, белзькому воєводі.
У 1765 році в селі мешкало 346 греко-католиків та 79 дітей віком до 7 років.
1835 році в селі збудовано муровану церкву святого Симеона Стовпника. У 1902 році в церкві перебудовано купол.
1848 року на честь скасування панщини в селі споруджено камінний хрест та посаджено 3 липи.
1880 року у селі мешкало 1205 осіб, з них 965 греко-католиків та 240 римо-католиків.
1893 року сільська школа стає державною.
На 1 січня 1939 року в селі проживало 2130 мешканців, з них 1590 українців-грекокатоликів, 290 українців-римокатоликів, 20 поляків, 180 німецьких колоністів, 50 євреїв, а в суміжному Майдані Липовецькому (мав статус окремого села, тепер — західна частина села включно з костелом) проживало 720 мешканців, з них 110 українців-грекокатоликів, 540 українців-римокатоликів, 5 поляків, 50 німецьких колоністів, 15 євреїв.
21 березня 1945 року відбувся бій між підрозділом УПА та бійцями винищувального батальйону НКВС. Під час бойового зіткнення було вбито 3 і поранено 2 бійців НКВС.
6 січня 1947 року боївка УПА «Синього» розгромила в селі місцеву виборчу дільницю.
9 травня 1949 року у с. Липівці було вбито заступника голови сільської ради Рудого Л. В. У відповідь комуністи виселили із села 7 сімей та вбили 3 повстанців.

## Населення

### Мова
Розподіл населення за рідною мовою за даними перепису 2001 року:
| Мова       | Відсоток |
| ---------- | -------- |
| українська | 100%     |

## Відомі люди
- Барановський Володимир Євгенович — колишній голова Кам'янець-Подільської районної державної адміністрації.
- Бурбан Михайло Іванович — український хоровий диригент, музикознавець, професор Дрогобицького державного педагогічного університету імені Івана Франка.
- Демський Мар'ян Тимофійович — український мовознавець, доктор філологічних наук.
- Ковальський Юліян-Михайло — перший начальник штабу УПА на Волині.
- Пантелеймон (Рудик) — православний архієпископ.